# リン・マーギュリス
リン・マーギュリス（Lynn Margulis, 1938年3月5日 - 2011年11月22日）は、アメリカの生物学者。マサチューセッツ大学アマースト校地球科学部教授。日本ではマーグリスやマルグリスと表記されることもある。共生説を提唱したことで著名。

## 人物
1957年にシカゴ大学から学士号、1960年にウィスコンシン大学マディソン校から修士号、1963年にカリフォルニア大学バークレー校から博士号を取得。
1967年、ボストン大学で真核生物の細胞内共生説の核となる論文『有糸分裂する真核細胞の起源』（The Origin of Mitosing Eukaryotic Cells）を発表した。
ジェイムズ・ラブロックが提唱したガイア理論の支持者。
天文学者カール・セーガンの最初の妻で、著述家ドリオン・セーガン（Dorion Sagan, 1959年 - ）、ソフトウェア開発者でセーガン・テクノロジーの創設者ジェレミー・セーガン（Jeremy Sagan）、ニューヨーク市の弁護士ザカリー・マーギュリス＝オーヌマ（Zachary Margulis-Ohnuma）、教師で著述家のジェニファー・マーギュリス（Jennifer Margulis）の母である。
1995年から1998年の間に世界芸術科学アカデミー、ロシア科学アカデミー、アメリカ芸術科学アカデミーの会員となり、1999年にはアメリカ国家科学賞を受賞した。
2011年11月17日に出血性脳梗塞を起こし、同年11月22日にマサチューセッツ州アマーストの自宅で死去。73歳没。

## 共生進化論
マーギュリスは、ネオダーウィニズムに代表される適者生存、すなわち強い種が生き残っていくという進化の原則に真っ向から反対する立場をとる。競争ではなく、共生こそ進化の原動力であり、重要なプロセスであると主張した。

## ネオダーウィニズムへの批判
1996年、ボストン大学で開かれたシンポジウムにおける「生物学の未来」と題された会議での席上、マーギュリスは次のように述べた。
「ネオダーウィニズムは、知性を働かせるなら、アングロサクソン系の生物学が宗教的な定見を拡大する中で生じた20世紀の弱小学派として忘れ去られるべきものである。ネオダーウィニズムは、異色でおもしろくはあるが、潜在的な危険性を秘めた逸脱したものとしての地位を占めるべきなのです」。

## 著書
- 細胞の共生進化（上）（ISBN 4-7622-3006-5）
- 細胞の共生進化〈下〉（ISBN 4-7622-3012-X）
- 五つの王国―図説・生物界ガイド（共著、ISBN 4-532-06267-5）
- 不思議なダンス―性行動の生物学（共著、ISBN 4-7917-5250-3）
- 性の起源―遺伝子と共生ゲームの30億年（共著、ISBN 4-7917-5405-0）